# II. Ferdinánd nápolyi király
II. Ferdinánd (Nápoly, 1467. június 26./július 26./1469. július 26. – Nápoly, 1496. október 7.), olaszul: Ferrandino, szicíliai (nápolyi) király. Aragóniai Beatrix magyar királyné unokaöccse. A  Trastámara-ház nápolyi ágának a tagja.

## Élete
II. Alfonz nápolyi király (1448–1495) és Sforza Hippolita Mária milánói hercegnő (1445–1484) elsőszülött gyermeke. A Nápolyi Királyság elleni 1495-ös francia invázió következtében népszerűtlen apja lemondott a javára a trónról 1495. január 25-én, ezzel egyidejűleg II. Ferdinándot királlyá koronázták. Nem sokáig tarthatta magát a hazájában egyébként népszerű új király a franciák ellenében. Már február 22-én megfosztották trónjától, ekkor Ischia szigetére menekült. VIII. Károly francia király – miután májusban Nápoly királyává koronáztatta magát – rövidesen elhagyta újonnan szerzett királyságát, a városokban francia helyőrségeket hagyva. Távozása után az ifjú Ferdinánd visszatért a szárazföldre, és országa katonai erejét egyesítve júliusra visszafoglalta fővárosát, Nápolyt. 1495. július 7-én vonult be székvárosába, újra a kezébe vette az ország kormányzását, de a franciákat csak a következő évben sikerült teljesen kiszorítani, nemzetközi összefogás eredményeként.
1496. július 26-án feleségül vette nagynénjét, az ifjabb Aragóniai Johanna nápolyi királyi hercegnőt, I. Ferdinánd nápolyi király és az idősebb Aragóniai Johanna aragón hercegnő leányát, aki viszont jóval fiatalabb volt nála. A házasság azonban gyermektelen maradt, mert az ifjú király hamarosan megbetegedett, és váratlanul meghalt. Halálos ágyán nagybátyját, Frigyes tarantói herceget nevezte meg örököséül. Az Európa-szerte híresen szép özvegye többé nem ment férjhez, több jelentős uralkodó házassági ajánlatát is visszautasította, köztük VII. Henrik angol királyét is. 1518. augusztus 27-én hunyt el, egy évvel anyja után.
II. Ferdinándot és később feleségét is a nápolyi San Domenico Maggiore templomban helyezték örök nyugalomra.